# 4B busz (Kazincbarcika)
A kazincbarcikai 4B jelzésű autóbuszvonal Herbolya városrésze, Kertváros városrésze és az Autóbusz-állomás között húzódó helyi vonal, amelyet a Volánbusz Zrt. üzemeltet.

## Története
Kazincbarcikán 1965-ben, az első helyi autóbuszjáratok megjelenésénél valamennyivel később létrejött a 4-es, herbolyai járat, mely akkoron még a Borsodi Vegyi Kombináttól közlekedett. Míg ennek útvonalát rövidítették Újvárosig, illetve Tervtáróig hosszabbították, érdemi változás nem történt benne. A farmotoros Ikarusok naponta rótták a szakaszt a városrész kiszolgálának érdekében, míg nem 20 évvel később, 1986-ban létrehozták a 4B járatot a Munkás utcán át közlekedve. Az elindítása működőképes volt, hiszen a Herbolyától délre fekvő Kertváros városrészből is eljutást biztosított ide, illetve alapjába véve egy gyorsabb eljutást létesített a központtal.
2024. január 1-től önkormányzati döntés alapján jóval kevesebb buszjárat közlekedik a jövőben, amely a 4-es helyijáratot érintette legfőképpen, az összes járatát törölték. A helyijáratok csökkentése kihatással volt a 4B autóbuszvonalra is (A 4C-s, Vájár utcai fordulóig tartó buszvonal is megszűnt), tanítási napokon jelenleg egyetlen járat közlekedik Herbolyáról a helyi buszállomásra. Ezen dátummal több buszjárat is Herbolyát felfűzi útvonalára oly módon, hogy egyes buszainak ez lett a végállomás: 
| Vonal száma | Vonal viszonylata                                             | Herbolya érintése         | Herbolya érintése |
| Vonal száma | Vonal viszonylata                                             | Közlekedési rend          | Alkalom           |
| ----------- | ------------------------------------------------------------- | ------------------------- | ----------------- |
| 3765        | Miskolc/Sajóbábony – Sajószentpéter – Kazincbarcika           | tanítási napokon          | 12 járat          |
| 3765        | Miskolc/Sajóbábony – Sajószentpéter – Kazincbarcika           | tanszünetben munkanapokon | 10 járat          |
| 3765        | Miskolc/Sajóbábony – Sajószentpéter – Kazincbarcika           | szabadnapokon             | 12 járat          |
| 3765        | Miskolc/Sajóbábony – Sajószentpéter – Kazincbarcika           | vasárnapokon              | 10 járat          |
| 3766        | Miskolc – Sajószentpéter – Kazincbarcika, Vájár u. / Herbolya | tanítási napokon          | 1 járat           |
| 4060        | Kazincbarcika – Sajókaza – Dédestapolcsány – Mályinka         | munkanapokon              | 1 járat           |
| 4069        | Kazincbarcika – Szuhakálló – Sajókaza – Kazincbarcika         | tanítási napokon          | 1 járat           |

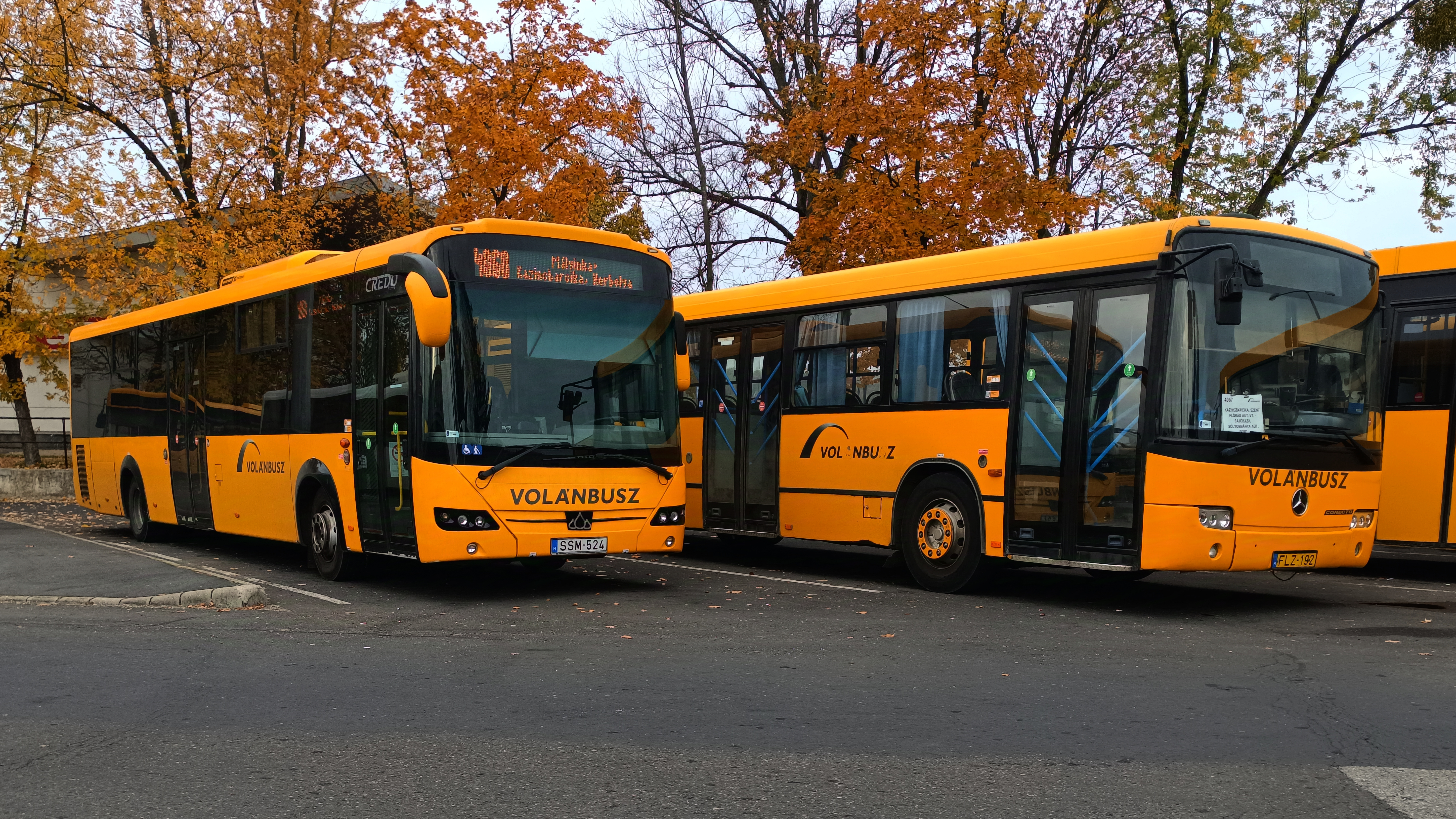
A 4060-as buszok közül munkanapokon 1 Herbolyáig közlekedik
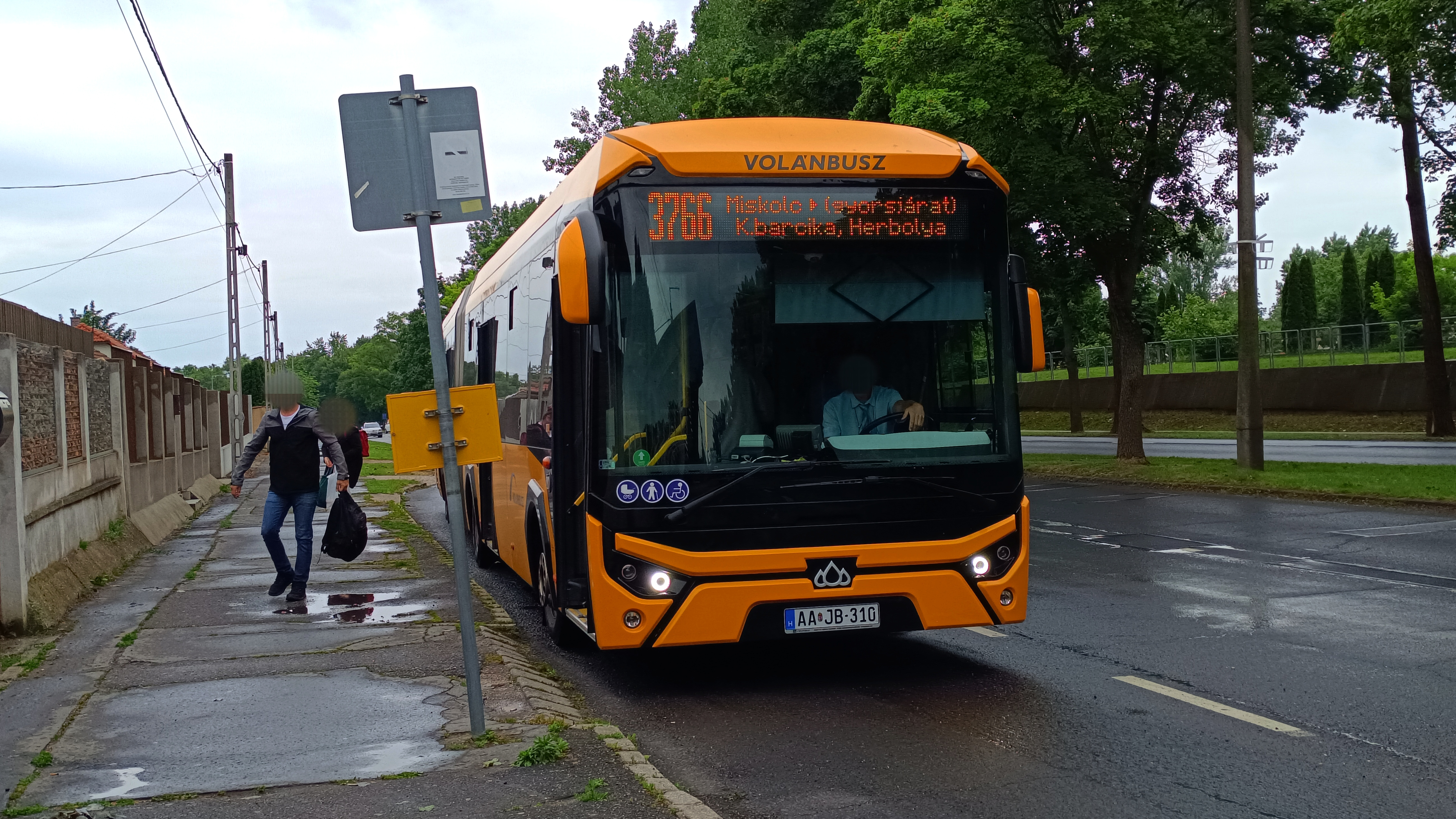
Miskolcról közvetlenül a 3765-ös és 3767-es buszokkal lehetséges az eljutás. Immáron a 3766-ossal is napjában egyszer
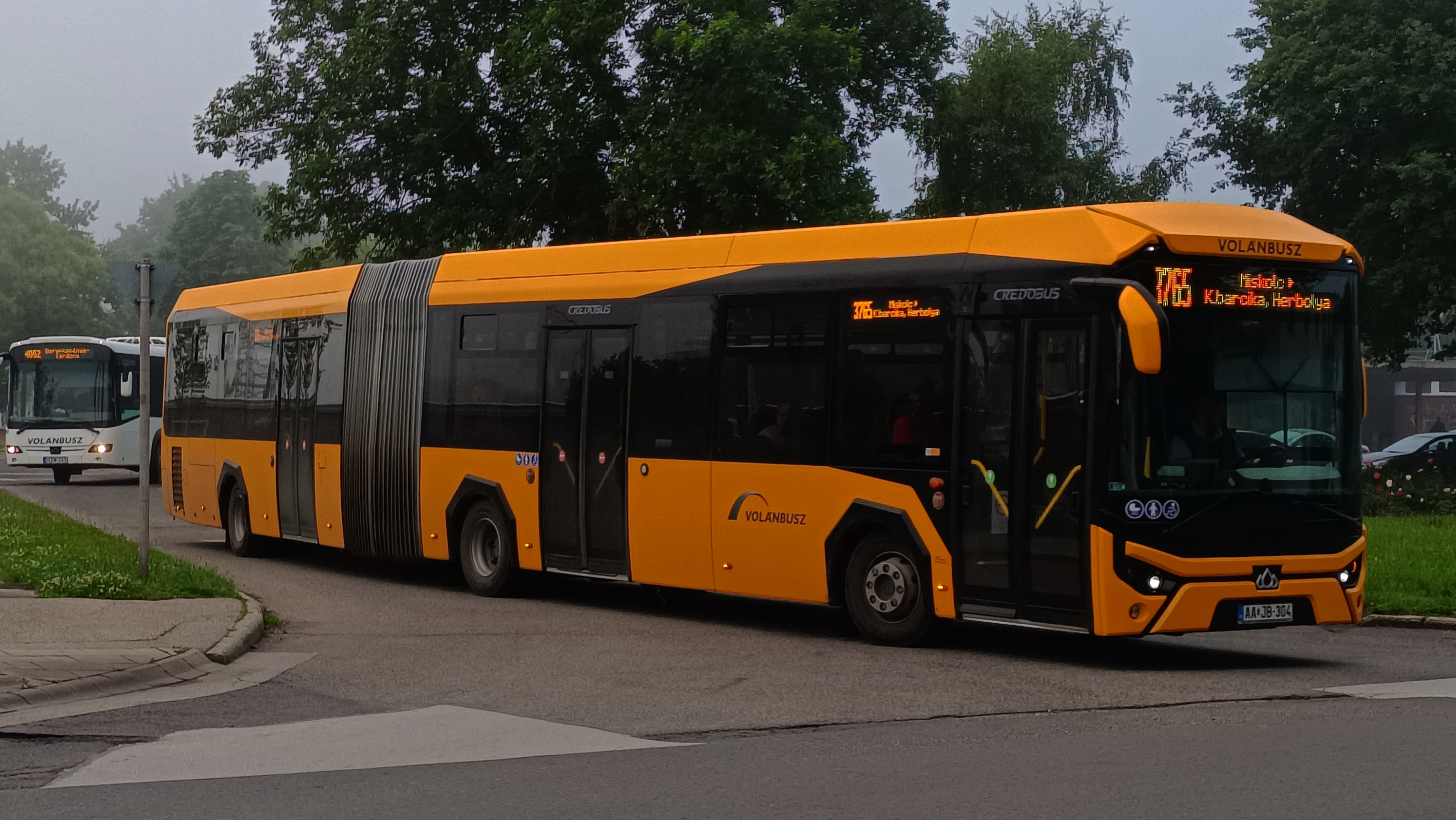
Többször nem a buszállomás a végállomás

## Útvonala
| Herbolya, Tervtáró – Munkás utca – Autóbusz-állomás                                                 | Ellentétes irányban ugyanezen az útvonalon tanítási napokon egy 3766-os járat közlekedik, délután. |
| --------------------------------------------------------------------------------------------------- | -------------------------------------------------------------------------------------------------- |
| Herbolya, Tervtáró ➝ Tardonai út ➝ Munkás utca ➝ Herbolyai út ➝ Mátyás király út ➝ Autóbusz-állomás | Ellentétes irányban ugyanezen az útvonalon tanítási napokon egy 3766-os járat közlekedik, délután. |

## Közlekedése
Indításai tanév során, iskolai napokon történnek, a reggeli órákban eggyel odairányban.

### Törzsjárművei
A járatot egy Sajóbábonyból érkező műszakváltásos járat végzi. Általában Mercedes-Benz Conecto G csuklósbusz közlekedik (KEZ-568) a helyi iskola igényeinek teljesítéséért.
| Viszonylat                            | Indításszám | Közlekedési rend |
| ------------------------------------- | ----------- | ---------------- |
| Herbolya, Tervtáró ➝ Autóbusz-állomás | 1 oda       | tanítási napokon |

## Megállóhelyei
| 0 | Herbolya, Tervtáró végállomás   | 0  | 0.0 km | 3765, 3767, 4052, 4069 |
| 1 | Herbolya, erdészház             | 2  | 0.8 km | 3765, 3766, 3767, 4052, 4060, 4069 |
| 2 | Herbolya, kultúrház bejárati út | 4  | 1.5 km | 3765, 3766, 3767, 4052, 4060, 4069 |
| 3 | Gábor Áron utca                 | 6  | 1.8 km | 3765, 3766, 3767, 4052, 4060, 4069 |
| 4 | Vécsetal-tanya                  | 7  | 2.3 km | 3765, 3767, 4052, 4060, 4069 |
| 5 | Kertváros, Munkás utca 44.      | 8  | 2.6 km | 3766, 4046, 4047, 4048 |
| 6 | Kertváros, Herbolyai utca       | 9  | 2.9 km | 3766, 4046, 4047, 4048 |
| 7 | Kertváros, II. számú iskola     | 11 | 3.7 km | 3766, 4046, 4047, 4048, 4066 |
| 8 | Autóbusz-állomás végállomás     | 13 | 4.6 km | 3, 9 1054 3408, 3756, 3763, 3764, 3765, 3766, 3767, 3770, 3772, 3773, 4040, 4041, 4043, 4046, 4047, 4048, 4050, 4052, 4057, 4059, 4060, 4065, 4066, 4069, 4070, 4075, 4080, 4082, 4083, 4084, 4154 |